# Noduliferola
Noduliferola es un género de polillas tortrícidas perteneciente a la tribu Eucosmini, de la subfamilia Olethreutinae, orden Lepidoptera. Fue descrito por Kuznetzov en 1973.

## Especies
- Noduliferola abstrusa Kuznetzov, 1973
- Noduliferola anepsia Razowski, 2013
- Noduliferola atriplaga (Clarke, 1976)
- Noduliferola hylica (Diakonoff, 1984)
- Noduliferola insuetana Kuznetzov, 1997
- Noduliferola marquesana (Clarke, 1986)
- Noduliferola neothela (Turner, 1916)
- Noduliferola niphada (Diakonoff, 1984)
- Noduliferola phaeostropha (Clarke, 1976)
- Noduliferola pleurogramma (Clarke, 1976)
- Noduliferola spiladorma (Meyrick, 1932)